# Orde van Vasco Nunez de Balboa

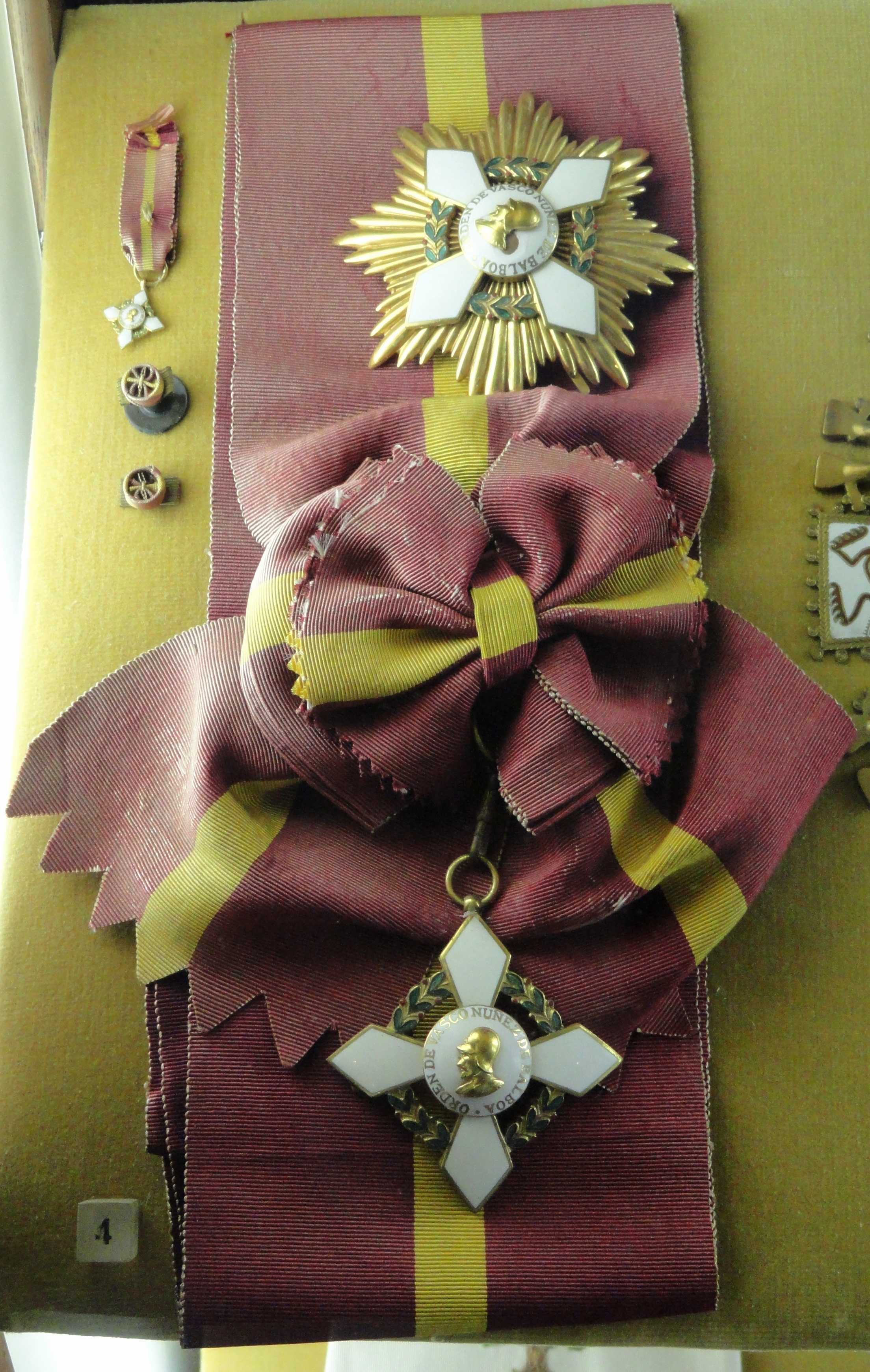
Orde van Vasco Núñez de Balboa

De Panamese Orde van Vasco Núñez de Balboa werd op 29 oktober 1953 ingesteld en beloont belangrijke verdiensten, zij werd naar Vasco Núñez de Balboa (1475-21 januari 1519),een Spaanse conquistador, genoemd.

## De graden
- Grootkruis in goud

Dit is een Grootkruis in de Bijzondere Klasse die aan staatshoofden wordt toegekend.
- Grootkruis

- Grootofficier

- Commandeur

- Ridder

## De versierselen
Het kleinood is een wit geëmailleerd kruis met puntige armen en in het midden een wit medaillon met het gouden portret van Guerrero en de tekst "ORDEN DE VASCO NUÑEZ DE BALBAO".
Het kruis is op een groene lauwerkrans gelegd. Er is geen verhoging.
De veroveraar draagt de karakteristieke Spaanse helm van zijn tijd.
De ster heeft acht punten.
Het lint is purperrood met een smalle gele middenstreep.